# Kuki (település)
Kuki város Japánban, Kantó régióban, Szaitama prefektúrában.
2010-ben a város népessége 154 276 fő volt és a népsűrűség 6086 fő/km².

## Népesség
| Lakosok száma | 154 310 | 152 311 | 150 197 |
|               | 2010    | 2015    | 2021    |

## Fordítás
- Ez a szócikk részben vagy egészben  a   Kuki, Saitama című angol Wikipédia-szócikk fordításán alapul.  Az eredeti cikk szerkesztőit annak laptörténete sorolja fel. Ez a jelzés csupán a megfogalmazás eredetét és a szerzői jogokat jelzi, nem szolgál a cikkben szereplő információk forrásmegjelöléseként.